# Cambyses II

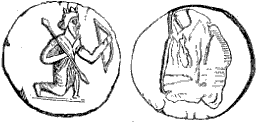
Een grote zilveren dareik geslagen ten vroegste onder de regering van Cambyses II

Cambyses II (Perzisch: کمبوجیه دوم, Oudperzisch: 𐎣𐎲𐎢𐎪𐎡𐎹 Kambūjiya Aramees: כנבוזי Kanbūzī; Oudgrieks Καμβύσης Kambúsēs; Latijn: Cambyses; Hebreeuws: כמבישה, Kambisha), uit het huis der Achaemeniden, was sjah van het Perzische Rijk van 529 tot aan zijn dood in 522 v.Chr. Hij was een van de twee zonen van Cyrus de Grote, de grondlegger van het Oud-Perzische Rijk. De andere zoon was Bardiya, die in de Griekse bronnen ook Smerdis genoemd wordt.
Het is bij Griekse geschiedschrijvers een traditie om de regering van alle Perzische sjahs na Cyrus de Grote in termen van decadentie te omschrijven, hetgeen in hun ogen onvermijdelijk moest leiden tot de verovering door Alexander de Grote. Zo is ook Cambyses II de geschiedenis ingegaan als in ieder opzicht de antipode van zijn vader. In werkelijkheid is zijn regering enkel bekend door het relaas van Herodotus, die vooral zijn Egyptische veldtocht beschrijft. Slechts archeologische bronnen kunnen dit beeld enigszins nuanceren.

## Vroege jaren
Reeds gedurende de regering van zijn vader werd Cambyses belast met het beheer over sommige gebiedsdelen, en gedurende diens veldtochten in het oosten trad hij waarschijnlijk op als regent van het koninkrijk. Het lag dan ook in de lijn van de verwachtingen dat hij Cyrus na diens dood opvolgde. Toch werd het gezag van de jonge sjah niet algemeen aanvaard en in de eerste jaren van zijn regering had hij te kampen met talrijke opstanden. Blijkbaar was zijn jongere broer Bardiya erg geliefd bij het volk, terwijl Cambyses zelf zich geen illusies hoefde te maken over zijn populariteit.

## Aan de macht en veldtochten
Pas in 525 voelde hij zich stevig genoeg in het zadel zitten om aan een veldtocht in Egypte te beginnen. Deze campagne lag in het verlengde van Cyrus' politieke ambities: Egypte was de enige georganiseerde natie in het Nabije Oosten die nog niet door Perzië onderworpen was. Tijdens een langdurige afwezigheid vormde zijn broer Bardiya echter een ernstige bedreiging. Hij werd dus discreet uit de weg geruimd, waarna de sjah de handen vrij had voor de veldtocht.
De toenmalige farao Amasis had intussen een verbond gesloten met de Griekse eilanden en vooral met de eilandstaat Samos, waar de tiran Polycrates heerste. De Grieken moesten hem met hun schepen een tegengewicht bezorgen tegen de Feniciërs, die onder Perzische heerschappij stonden. Cambyses koos echter een moeilijke landweg door de Sinaïwoestijn: daartoe nam hij bedoeïenen in dienst die zijn leger dagelijks van water moesten voorzien. In Egypte was Amasis intussen opgevolgd door zijn zoon Psammetichus III, die zich reeds bij het eerste treffen gewonnen gaf. De opperbevelhebber van de Egyptische vloot, Udjahorresnet, zou zelfs overgelopen zijn naar het Perzische kamp. Trouw aan de methoden van zijn vader liet Cambyses zich uitroepen tot sjah van het veroverde gebied. Volgens Herodotus zou hij zich toen schuldig gemaakt hebben aan heiligschennend gedrag tegenover de Egyptische godsdienst: hij zou tempels hebben ontheiligd en geplunderd, en hij zou de priesterklasse vervolgd hebben. Zeker is dat hij het inkomen van de heiligdommen aan banden heeft gelegd. Op die manier voltooide hij een oude machtsstrijd tussen de farao's en de priesterklasse.
De hoofdstad Memphis leek hem een geschikte uitvalsbasis voor de verovering van Carthago en het westelijke Middellandse Zeegebied. De Fenicische vloot weigerde echter alle medewerking aan een aanval tegen hun volksgenoten in hun oude kolonie, en daarom moest Cambyses opnieuw voor een landweg kiezen. Hij zond een leger (50.000 man?) uit, dat voor eeuwig zou verdwijnen in de zandvlakten van de Libische woestijn. Ook een poging om Koesj, een gemakkelijke prooi, te veroveren zou grotendeels mislukken wegens onvoldoende voorbereiding.
Reeds tijdens zijn jeugdjaren had Cambyses vaak last van epileptische aanvallen, maar de mislukking van zijn twee laatste veldtochten schijnt zijn geest zo volledig ontredderd te hebben dat bijgelovige zielen dit weten aan een vervloeking door de Egyptische priesters. Nadat hij met de resten van zijn leger naar Memphis teruggekeerd was, begon hij daar een paranoïde schrikbewind te voeren. Hij liet politieke tegenstanders, familieleden, vrienden en medewerkers (waaronder Croesus en de voormalige koning Psammetichus III) ombrengen. Als toppunt van heiligschennis vermeldt Herodotus dat hij in een vlaag van waanzin de heilige Apis-stier eigenhandig zou hebben gedood. Aannemelijker is dat de stier toevallig stierf tijdens de periode van verovering, en het lijkt door de recente archeologie bevestigd te worden dat Cambyses het dode dier op de aangewezen manier liet mummificeren en begraven. Hij zou zelfs de schade vergoed hebben die zijn troepen eerder aan tempels hadden aangericht.

## Einde van de macht en overlijden
Zijn lange afwezigheid uit Perzië zou de sjah fataal worden. Een paleisrevolutie dwong hem in 522 naar het oosten terug te keren, nadat een Medische magiër, Gaumata, zich had uitgegeven voor Bardiya/Smerdis, de populaire broer die Cambyses in het geheim had laten vermoorden. Deze bedrieger had de Perzische bevolking gouden bergen beloofd en werd dan ook prompt tot sjah uitgeroepen. Op weg om met de bedrieger af te rekenen bracht Cambyses zichzelf per ongeluk een onschuldige verwonding toe, volgens Herodotus precies op dezelfde plaats waar hij eerder de Apis-stier had gedood. Maar de wonde raakte geïnfecteerd met koudvuur, waaraan de sjah overleed. Daarop werd de "pseudo-Bardiya" voor korte tijd sjah van Perzië. Deze versie wordt bevestigd door de Behistuninscriptie die vermeldt "dat Cambyses stierf door zichzelf te verwonden".

## Referentie
- J-D. Brignoli, Cambyse, le dilapideur de l'hérirage?, in Histoire Ancienne 12 (L'Empire perse de Cyrus à Alexandre) (2007), pp. 18–19.